# Matty Cash
Matthew Stuart Cash (Slough, Inglaterra, 7 de agosto de 1997) es un futbolista polaco que juega de defensa en el Aston Villa F. C. de la Premier League de Inglaterra.

## Trayectoria
En octubre de 2014 se unió a las categorías inferiores del Nottingham Forest F. C. Antes de debutar con el primer equipo, el 4 de marzo de 2016 se marchó cedido durante un mes al Dagenham & Redbridge F. C. El 5 de agosto renovó su contrato con el Forest por tres años y debutó al día siguiente en la victoria 4-3 ante el Burton Albion F. C. correspondiente a la jornada inaugural de la EFL Championship. En septiembre sufrió una fractura de tibia que lo mantendría alejado de los terrenos de juego durante unos tres meses. A pesar de ello, despertó el interés de varios clubes y el RasenBallsport Leipzig hizo una oferta por él en enero de 2017. Sin embargo, se mantuvo en el club y en el mes de marzo extendió su contrato hasta 2021. Durante la temporada 2019-20, debido a las bajas que sufría el equipo, pasó a jugar de lateral derecho. En noviembre de 2019 firmó un nuevo contrato que lo mantendría vinculado al club hasta 2023. Menos de un año después, el 3 de septiembre de 2020, fue traspasado al Aston Villa F. C.
A los doce meses de su llegada al conjunto de Birmingham, marcó su primer gol en la Premier League en un triunfo por 3-0 ante el Everton F. C. Posteriormente anotó dos más antes de renovar su contrato en abril de 2022. El 27 de agosto de 2023 jugó su partido número cien con el equipo y lo celebró consiguiendo dos goles en una victoria ante el Burnley F. C.

## Selección nacional
En septiembre de 2021 solicitó adquirir la nacionalidad polaca, debido a los orígenes de su madre, para poder jugar con la selección de Polonia, siéndole concedida al mes siguiente. El 1 de noviembre fue convocado por primera vez por la selección polaca para los encuentros de clasificación para el Mundial 2022 ante Andorra y Hungría, debutando el día 12 ante los andorranos. Un año después fue citado para participar en la fase final del torneo en el que lograron superar la fase de grupos por primera vez desde 1986.

### Participaciones en Copas del Mundo
| Mundial      | Sede  | Resultado        | Partidos | Goles |
| ------------ | ----- | ---------------- | -------- | ----- |
| Mundial 2022 | Catar | Octavos de final | 4        | 0     |

## Estadísticas

### Clubes
Actualizado al último partido disputado el 25 de mayo de 2025.
| Club                                  | Div.          | Temporada     | Liga  | Liga  | Copas nacionales | Copas nacionales | Copas internacionales | Copas internacionales | Total | Total |
| Club                                  | Div.          | Temporada     | Part. | Goles | Part.            | Goles            | Part.                 | Goles                 | Part. | Goles |
| ------------------------------------- | ------------- | ------------- | ----- | ----- | ---------------- | ---------------- | --------------------- | --------------------- | ----- | ----- |
| Dagenham & Redbridge F. C. Inglaterra | 4.ª           | 2015-16       | 12    | 3     | ―                | ―                | ―                     | ―                     | 12    | 3     |
| Dagenham & Redbridge F. C. Inglaterra | Total club    | Total club    | 12    | 3     | 0                | 0                | 0                     | 0                     | 12    | 3     |
| Nottingham Forest F. C. Inglaterra    | 2.ª           | 2016-17       | 28    | 0     | 2                | 0                | ―                     | ―                     | 30    | 0     |
| Nottingham Forest F. C. Inglaterra    | 2.ª           | 2017-18       | 23    | 2     | 2                | 0                | ―                     | ―                     | 25    | 2     |
| Nottingham Forest F. C. Inglaterra    | 2.ª           | 2018-19       | 36    | 6     | 5                | 2                | ―                     | ―                     | 41    | 8     |
| Nottingham Forest F. C. Inglaterra    | 2.ª           | 2019-20       | 42    | 3     | 3                | 0                | ―                     | ―                     | 45    | 3     |
| Nottingham Forest F. C. Inglaterra    | Total club    | Total club    | 129   | 11    | 12               | 2                | 0                     | 0                     | 141   | 13    |
| Aston Villa F. C. Inglaterra          | 1.ª           | 2020-21       | 28    | 0     | 0                | 0                | ―                     | ―                     | 28    | 0     |
| Aston Villa F. C. Inglaterra          | 1.ª           | 2021-22       | 38    | 4     | 2                | 0                | ―                     | ―                     | 40    | 4     |
| Aston Villa F. C. Inglaterra          | 1.ª           | 2022-23       | 26    | 0     | 2                | 0                | ―                     | ―                     | 28    | 0     |
| Aston Villa F. C. Inglaterra          | 1.ª           | 2023-24       | 29    | 2     | 4                | 1                | 13                    | 2                     | 46    | 5     |
| Aston Villa F. C. Inglaterra          | 1.ª           | 2024-25       | 27    | 1     | 3                | 0                | 8                     | 0                     | 38    | 1     |
| Aston Villa F. C. Inglaterra          | Total club    | Total club    | 148   | 7     | 11               | 1                | 21                    | 2                     | 180   | 10    |
| Total carrera                         | Total carrera | Total carrera | 289   | 21    | 23               | 3                | 21                    | 2                     | 333   | 26    |
| 1. 2.                                 |               |               |       |       |                  |                  |                       |                       |       |       |